# Карынсуг
Карынсуг — река в России, протекает по территории Ермаковского и Шушенского районов Красноярского края. Правый приток Енисея.

## География
Река Карынсуг берёт начало в горном озере Ойского хребта на высоте 1574,1 м. Течёт на северо-запад, затем поворачивает на юг. Впадает в Саяно-Шушенское водохранилище, вблизи устья образует залив. Устье реки Карынсуг находится на расстоянии 3144 км от устья Енисея. Длина реки — 50 км, площадь водосборного бассейна — 540 км².
Притоки (от истока до устья): Правый Карынсуг, Мигонская, Зайцев, Пестров, Мелкин Лог, Прямой, Широкодолый.